# Радіобіологічний парадокс
Радіобіологічний парадокс — поняття в радіобіології, що означає невідповідність між незначною кількістю поглиненої енергії іонізуючого випромінювання і крайньою мірою реакції біологічного об'єкту, аж до летального кінця. Так, для людини смертельна поглинена доза за одноразового опромінення усього тіла гамма-випромінюванням рівна 6 Гр (600 рад). Уся ця доза, перерахована в тепло, викликає нагрівання тіла всього лише на 0,0014 °C.
Радіобіологічний парадокс зумовлений тим, що непряма дія радіації на організм значно більша за її пряму дію.